# Aydıncık
Aydıncık là một huyện thuộc tỉnh Mersin, Thổ Nhĩ Kỳ. Huyện có diện tích 442 km² và dân số thời điểm năm 2007 là 11647 người, mật độ 26 người/km².